# 1645 w polityce

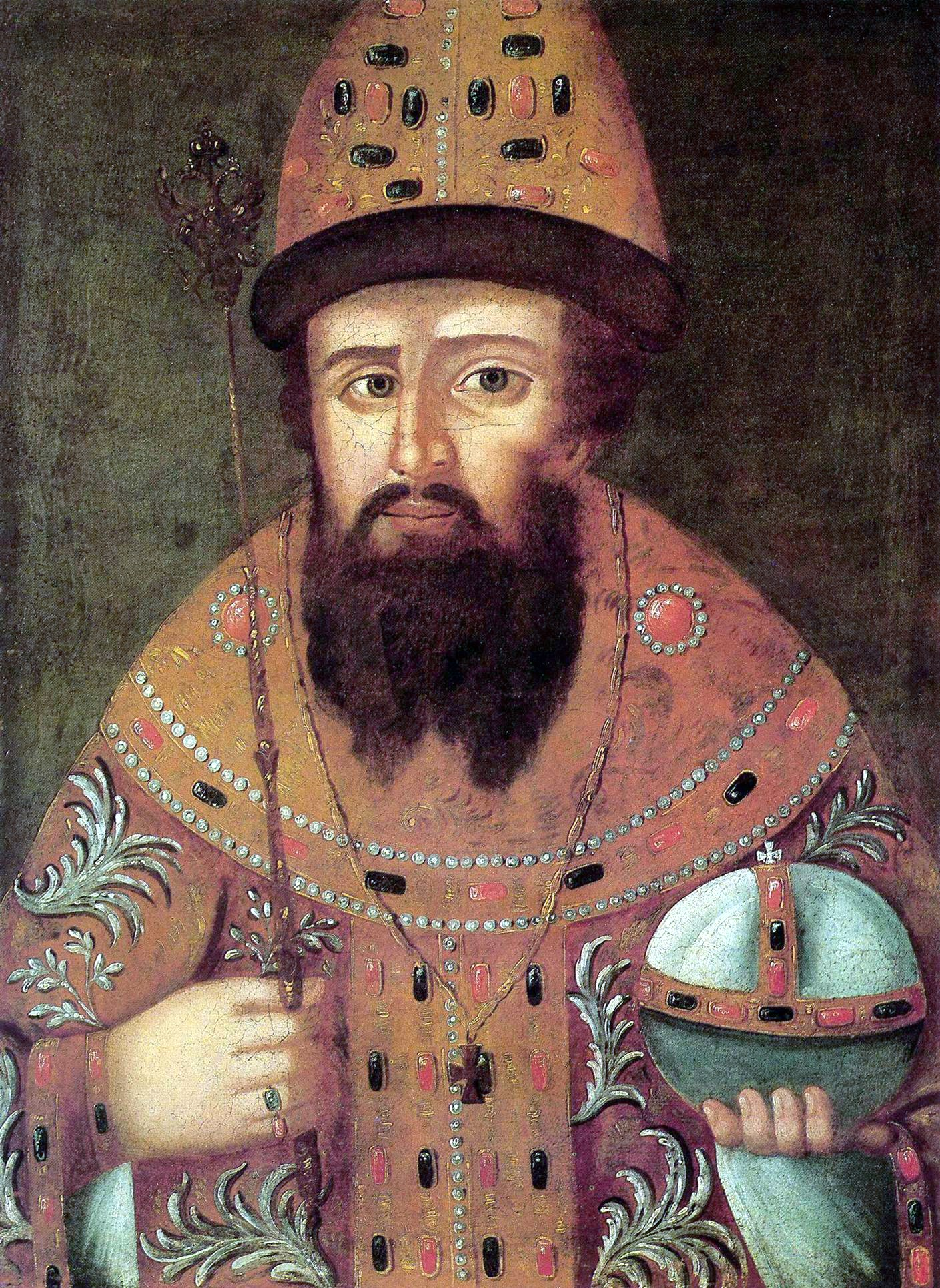
Michał I Romanow

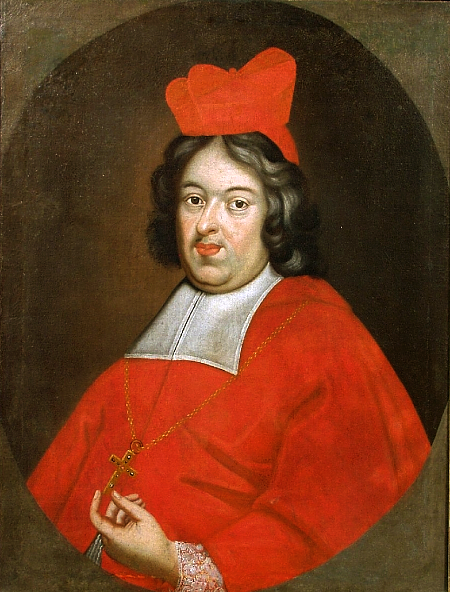
Michał Stefan Radziejowski

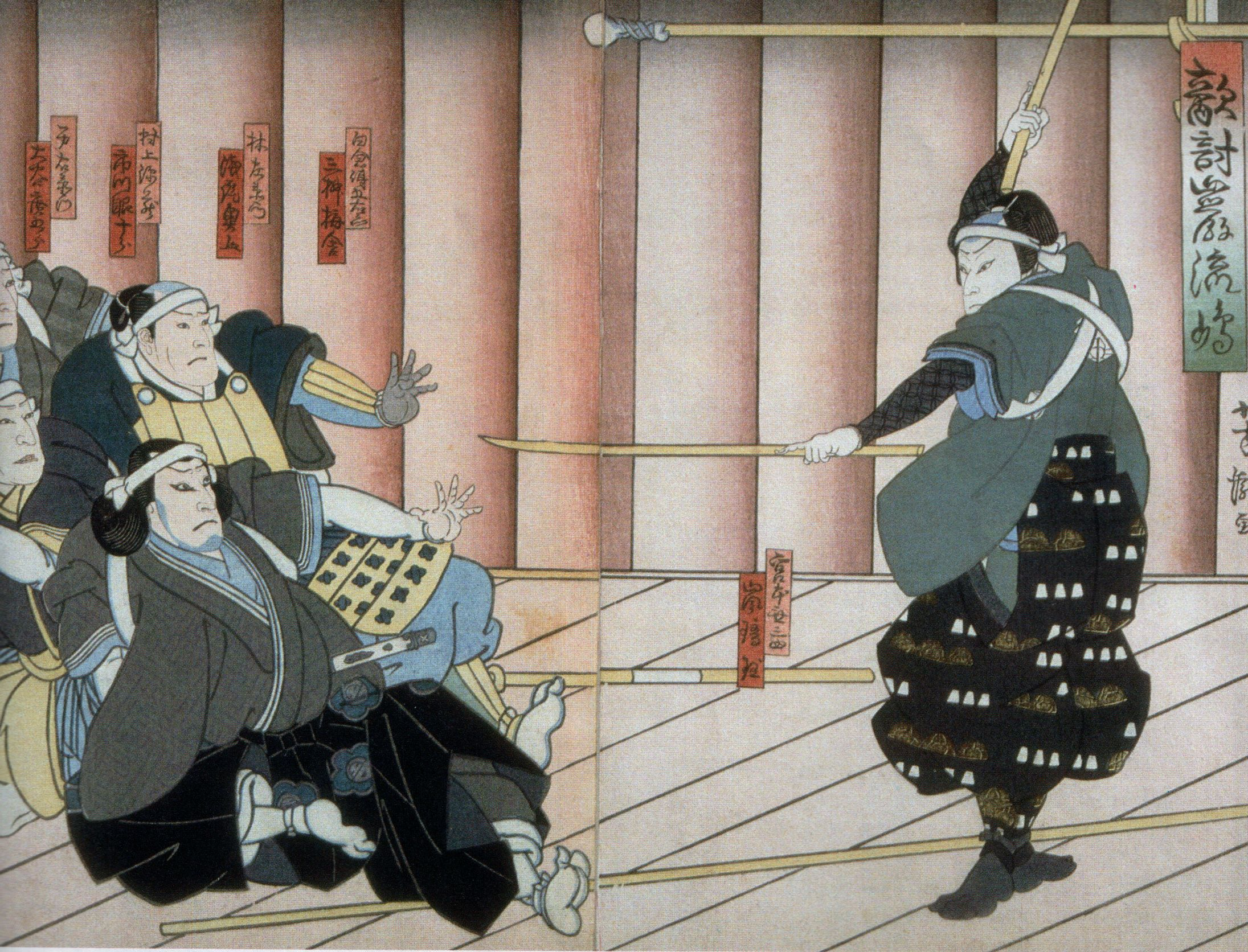
Musashi Miyamoto w walce

Wydarzenia polityczne w 1645 roku.

## Wydarzenia
- 28 sierpnia Colloquium charitativum, ekumeniczny zjazd katolików, luteran i kalwinistów w Toruniu[1].

## Urodzili się
- 22 stycznia William Kidd, angielski pirat[2].
- 24 lutego Franciszek I Rakoczy, książę Siedmiogrodu[3].
- 22 lipca Filip Evans, katolicki męczennik[4].
- 3 grudnia Michał Stefan Radziejowski, prymas Polski[5][6].
- 15 grudnia Mikołaj Hieronim Sieniawski, hetman polny koronny[7].
- Lorenzo Centurione, doża Genui[8].

## Zmarli
- 13 czerwca Musashi Miyamoto, japoński samuraj[9].
- 28 czerwca Johann Arbogast von Annenberg, austriacki arystokrata[10].
- 3 lipca Tomasz Oborski, biskup krakowski[11].
- 4 lipca Kasper Denhoff, dostojnik szlachecki[12].
- 23 lipca Michał I Romanow, car Rosji[13].
- 30 lipca Mateusz Bembus, polski kaznodzieja[14].
- Krzysztof Ossoliński, wojewoda sandomierski[15].